# Sociedad civil (ciencia política)

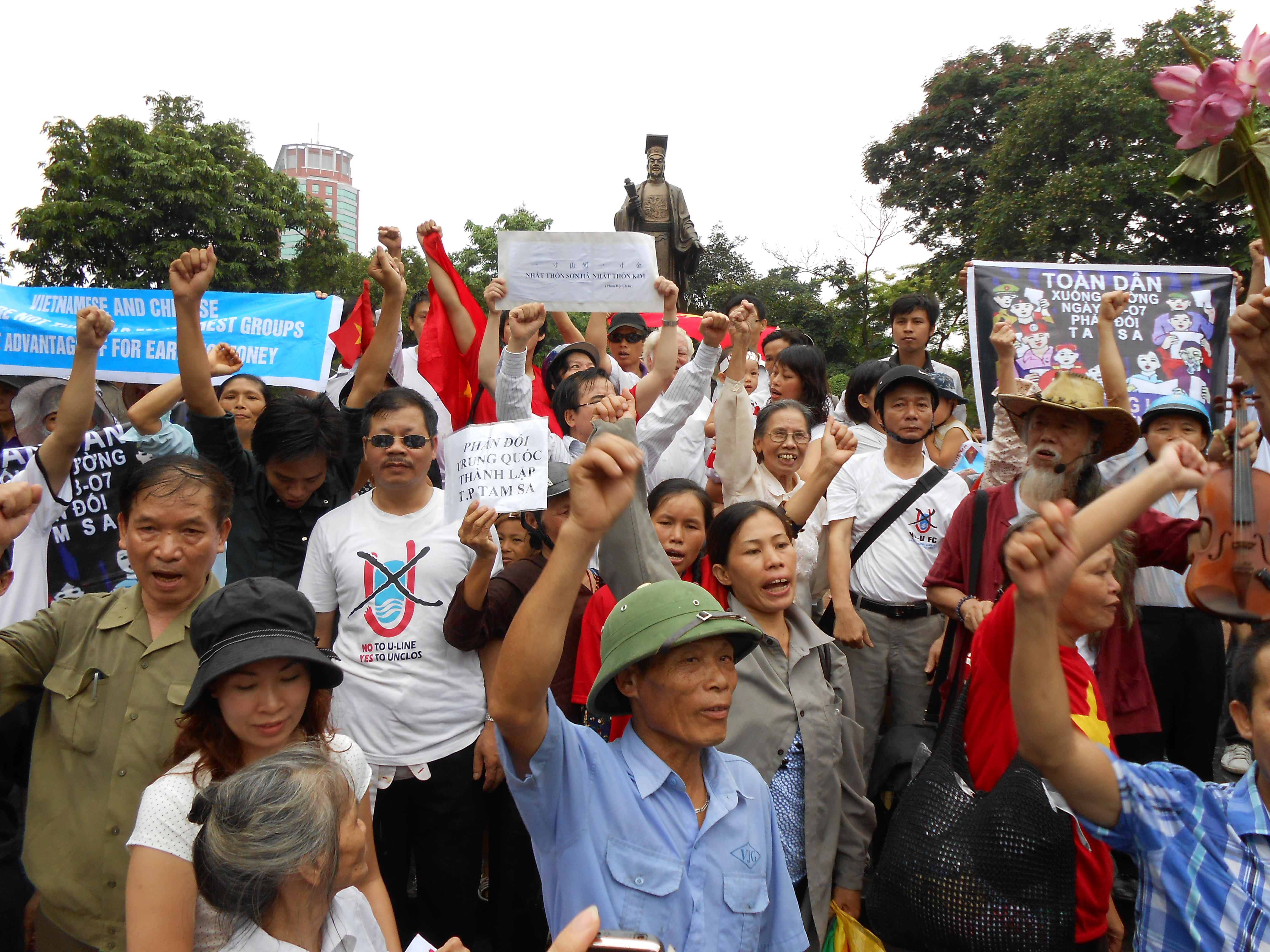
Protestas contra China en Hanói en la mañana del 8 de julio de 2012

El término sociedad civil, como concepto de la ciencia social, designa a la diversidad de personas que con categoría de ciudadanos y generalmente de manera colectiva, actúan para tomar decisiones en el ámbito público que conciernen a todo individuo situado fuera de las estructuras gubernamentales, de los partidos políticos, las empresas o poderes económicos, y las instituciones religiosas.
La sociedad civil se concibe como el espacio de vida social organizada que es voluntariamente autogenerada, independiente, autónoma del Estado y limitada por un orden legal o juego de reglas compartidas. Involucra a ciudadanos actuando colectivamente en una esfera pública para expresar sus intereses, pasiones e ideas, y para intercambiar información alcanzando objetivos comunes.

## Definiciones diversas de "sociedad civil"
Formalmente se comprende a la sociedad civil como el conjunto de ciudadanos organizados como tales para actuar en el campo de lo público en busca del bien común, sin ánimo de lucro personal ni buscar el poder político o la adhesión a un partido determinado.
En otra definición, la sociedad civil son agrupaciones ciudadanas que buscan incidir sobre asuntos específicos relacionados con temas como género, salud, educación, ambiente, bienestar social, desarrollo, cultura y derechos humanos, entre otros, que por lo general actúan para cubrir de manera directa "las incapacidades estatales para dar respuestas a demandas postergadas y crecientes de una gran porción de la población".
En una perspectiva habermasiana, la sociedad civil tendría dos componentes principales: por un lado, el conjunto de instituciones que definen y defienden los derechos de las y los ciudadanos y que propician su libre asociación, la posibilidad de defenderse de la acción estratégica del poder y del mercado y la viabilidad de la intervención ciudadana en la operación misma del sistema; por otra parte, estaría el conjunto de movimientos sociales que continuamente plantean nuevos principios y valores, nuevas demandas sociales, así como vigilar la aplicación efectiva de los derechos ya otorgado. Así, la sociedad civil contendría un elemento institucional definido básicamente por la estructura de derechos de los Estados de bienestar contemporáneos, y un elemento activo, transformador, constituido por los nuevos movimientos sociales.
Para Alain Touraine, la sociedad civil es el dominio de los actores sociales que se orientan al mismo tiempo por valores culturales y por relaciones sociales a menudo conflictivas. Es la separación de la sociedad civil y el Estado la que permite la creación de la sociedad política. La democracia afirma la autonomía del sistema político pero también su capacidad de establecer relaciones con los otros dos niveles de la vida pública [el Estado y la sociedad civil], de manera que en último análisis sea la sociedad civil la que legitime al Estado.
Para Antonio Gramsci, no existe "una" sociedad civil, sino diversos intereses confrontados entre sí en una lucha por la hegemonía cultural:

"La sociedad civil implica pluralismo. La teorización gramsciana impide caer en visiones idílicas sobre la sociedad civil. Ésta no es uniforme. En ella se genera conflictividad. Al interior de la sociedad civil se suscitan múltiples luchas, a través de las cuales un tipo de organismos privados prevalece sobre otros. En la sociedad civil se da la lucha por la hegemonía y la lucha contrahegemónica. Hay intereses antagónicos y en disputa por controlar la producción y orientación cultural".

## Origen de la sociedad civil
El surgimiento de la sociedad civil deviene de procesos estructurales, de la transición de Estados autoritarios hacia democracias formalmente liberales; de la pérdida de poder y soberanía de los Estados ante la globalización económica y la influencia de organismos supranacionales; la constitución de actores colectivos como una estrategia de sobrevivencia, autogestión de bienes y movilización de protesta contra las consecuencias más funestas de la crisis económica y la exclusión social y política; la desestructuración de los pactos corporativistas y de clases y, como consecuencia, la búsqueda de autonomía de dichos actores frente al Estado. Así, la sociedad civil entra en escena como la expresión de una pluralidad de actores colectivos y sociales que democratizan e interpelan al Estado, al mismo tiempo que, con su participación, acelera procesos de diferenciación entre el Estado, el sistema político y la misma sociedad.

## Sociedad civil y sociedad política: Jürgen Habermas
Para Jürgen Habermas, la sociedad civil tiene dos componentes principales: por un lado, el conjunto de instituciones que definen y defienden los derechos individuales, políticos y sociales de los ciudadanos y que propician su libre asociación, la posibilidad de defenderse de la acción estratégica del poder y del mercado y la viabilidad de la intervención ciudadana en la operación misma del sistema; por otra parte estaría el conjunto de movimientos sociales que continuamente plantean nuevos principios y valores, nuevas demandas sociales, así como vigilar la aplicación efectiva de los derechos ya otorgados. Así, la sociedad civil contiene un elemento institucional definido básicamente por la estructura de derechos de los estados de bienestar contemporáneos, y un elemento activo, transformador, constituido por los nuevos movimientos sociales. Se asocian personas con una finalidad benéfica.
Tradicionalmente, siguiendo el concepto de Alexis de Tocqueville, se identifica "sociedad civil" con el conjunto de organizaciones e instituciones cívicas voluntarias y sociales que fungen como mediadores entre los individuos y el Estado. Esta definición incluye, pues, tanto a las organizaciones no lucrativas u organizaciones no gubernamentales como a las asociaciones y fundaciones. El concepto decimonónico incluyó también a las universidades, colegios profesionales y comunidades religiosas.
Para Tocqueville, el primer autor que analizó la relación entre la sociedad civil y la democracia, cualquier tipo de organización social —sea política, social, comunitaria, religiosa, o incluso artística o deportiva— resulta favorable para la democracia en tanto que constituye una especie de escuela para la participación, así como un dique que impide que el Estado invada los espacios sociales. 
Sin embargo, en los últimos años, con el surgimiento de nuevos actores sociales, referencias académicas en el tema de la sociedad civil como Jean L Cohen, Andrew Arato y Simone Chambers han puesto  en cuestión si la sociedad civil es siempre de signo positivo.
También recientemente se han distinguido tipos de asociación civil según la distancia que guardan con respecto a la política. Algunos tipos de organización de la sociedad civil se orientan básicamente al fortalecimiento de la sociedad, otros pretenden tener una influencia en la esfera política y algunos más ejercen una acción primordialmente política.
De acuerdo con Alain Touraine, la existencia de una sociedad civil diferenciada de la sociedad política es un prerrequisito para la democracia. Sin ella, no hay Estado legítimo.
Según Enrique Brito Velázquez, la sociedad civil es «el conjunto de ciudadanos organizados como tales para actuar en el campo de lo público en busca del bien común, sin ánimo de lucro personal ni buscar el poder político o la adhesión a un partido determinado».

## Ejemplos de instituciones de la sociedad civil[11]
- Organizaciones no gubernamentales (ONG)
- Organizaciones no lucrativas (ONL)
- Institución de beneficencia
- Asociaciones de ciudadanos
- Sindicatos
- Colegios profesionales
- Barrios y asociaciones vecinales
- Federaciones y Asociaciones civiles
- Clubes sociales
- Grupos religiosos
- Think tanks

La sociedad civil es un universo que abarca a todos los individuos como iguales. La sociedad civil adquiere una importancia posterior en todos los beneficios que puede aportar a la comunidad de individuos como lo es en la generación de empleos, en el fomento de la conciencia crítica y en la búsqueda de equilibrio de los poderes.

## Sociedad civil y ONG
Las ONG son muy diversas en cuanto a su finalidad, tamaño y financiación. Algunas se consideran instituciones necesarias para el Estado, mientras que otras lo critican. En un país como Francia, hay muchos tipos diferentes de asociaciones, muchas de las cuales reciben subvenciones del Estado o de una autoridad local. Destacan tres ejemplos. La Cruz Roja francesa es una organización muy grande, con edificios, vehículos, empleados y voluntarios, que está estrechamente asociada al Estado ya que, por ejemplo, responde a accidentes o atentados (el ataque terrorista a los espectadores del Bataclan, por ejemplo). Cumple, pues, misiones de servicio público, algunas de ellas remuneradas. Pero también recibe donaciones y, sobre todo, subvenciones. En 2013, estas ascendieron a 185.000 K€ y las donaciones a 87.000 K€, mientras que los ingresos procedentes de sus actividades ascendieron a 820.000 K€.
Otro ejemplo son los sindicatos. Contribuyen a la defensa de los asalariados, pero también están asociados como interlocutores con los empresarios y el Gobierno. En Francia, desde la Ley de 5 de marzo de 2014, por la que se creó un Fondo para la Financiación del Diálogo Social se benefician (al igual que las organizaciones patronales) de fondos, parte de los cuales procede de un impuesto recaudado sobre los salarios y parte de una subvención del Estado, y así, en el año examinado la Confederación General del Trabajo (CGT) recibió 17,6 millones de euros, la Confederación Francesa Democrática del Trabajo (CFDT) 17,3 y el Movimiento de Empresas de Francia (MEDEF), 11.4.
No ocurre así en todas las sociedades, y por ejemplo en inglés existe un acrónimo especial, las GONGO, un término contradictorio que significa "Government-Organized Non-Governmental Organization" (Organización No Gubernamental Organizada por el Gobierno). Este tipo de término podría utilizarse para designar organizaciones que, como la Cruz Roja china, están (a diferencia de la Cruz Roja francesa) totalmente controladas por el Estado.
Sin embargo, los criterios para definir una ONG están abiertos al debate. La cuestión podría plantearse en relación con las iglesias, que en Francia están jurídicamente separadas del Estado, pero que en algunos países se financian con los impuestos recaudados por el Estado.

## Aspectos económicos
A menudo se considera que una sociedad civil fuerte es importante para el crecimiento económico, con el razonamiento de que puede hacer aportaciones importantes a las decisiones económicas, facilitar la empresa privada y el espíritu empresarial, y evitar que el Estado ahogue la economía. Por ejemplo, los líderes sindicales pueden garantizar que el crecimiento económico beneficie a los trabajadores, los líderes religiosos pueden abogar por una mayor inclusión en los asuntos económicos, las ONG pueden señalar y documentar prácticas empresariales perjudiciales, etc.
Esencialmente, la sociedad civil crea capital social, que el Banco Mundial define como "las instituciones, relaciones y normas que conforman la calidad y cantidad de las interacciones sociales de una sociedad". Un mayor capital social conlleva una mayor interdependencia social, lo que aumenta la productividad y el crecimiento económico. Por ejemplo, un estudio reveló que las tasas de abandono escolar en zonas de Estados Unidos con mejores redes sociales eran más bajas que en zonas con redes sociales más débiles.
Algunos, como Thomas Carothers, discrepan en cierto modo de esta afirmación. y sostienen que, aunque la sociedad civil es beneficiosa para el crecimiento económico, no es necesaria, como lo demuestra el hecho de que el gran éxito económico de Corea del Sur se construyera sin una sociedad civil fuerte, que sólo apareció después de que el crecimiento económico hubiera despegado, así como el hecho de que Bangladés, con una sociedad civil increíblemente rica, no haya conseguido hacer crecer su economía y siga siendo uno de los países más pobres del mundo. Yendo aún más lejos, Carothers también señala cómo demasiada sociedad civil, al menos en ciertos sectores, puede tener efectos económicos perjudiciales, citando cómo algunos economistas creen que los sindicatos en América Latina han restringido el crecimiento económico.

## Aspectos globales

Conferencia civil en el Budapest Brainbar.

En la actualidad, los críticos y activistas suelen aplicar el término sociedad civil al ámbito de la vida social que hay que proteger contra la globalización y a las fuentes de resistencia a la misma, porque se considera que actúa más allá de las fronteras y a través de distintos territorios Sin embargo, dado que la sociedad civil puede, según muchas definiciones, incluir y estar financiada y dirigida por aquellas empresas e instituciones (especialmente donantes vinculados a Estados europeos y de América del Norte) que apoyan la globalización, se trata de un uso controvertido. El rápido desarrollo de la sociedad civil a escala mundial tras la caída del sistema comunista formaba parte de las estrategias neoliberales vinculadas al Consenso de Washington. También se han publicado algunos estudios que abordan cuestiones no resueltas sobre el uso del término en relación con el impacto y el poder conceptual del sistema de ayuda internacional (véase, por ejemplo, Tvedt 1998).
Por otro lado, otros ven la globalización como un fenómeno social que amplía la esfera de los valores liberales clásicos, lo que inevitablemente condujo a que la sociedad civil desempeñara un papel más importante en detrimento de las instituciones estatales derivadas de la política.
El Sistema Integrado de Organizaciones de la Sociedad Civil (iCSO), desarrollado por el Departamento de Asuntos Económicos y Sociales de Naciones Unidas, facilita las interacciones entre las organizaciones de la sociedad civil y el DAES.
Las sociedades civiles también se han implicado en el proceso de elaboración de políticas medioambientales. Estos grupos influyen en las políticas medioambientales estableciendo una agenda para reparar los daños causados al medio ambiente. También informan al público sobre cuestiones medioambientales, lo que aumenta la demanda pública de cambios medioambientales.